# Miltochrista indica
Miltochrista indica là một loài bướm đêm thuộc phân họ Arctiinae, họ Erebidae.